# Courant de Californie
Pour les articles homonymes, voir Californie (homonymie).

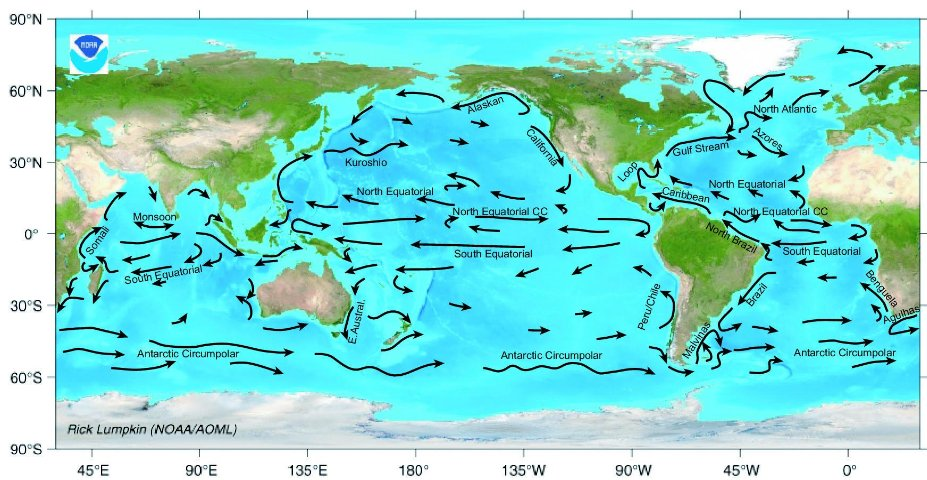
Le courant de surface californien.

Le courant de Californie est un courant marin froid de l'Océan Pacifique qui fait partie du Gyre subtropical du Pacifique nord, il suit le littoral de la côte occidentale de l'Amérique du Nord et se déplace du sud de la Colombie-Britannique (Canada) au sud de la Basse-Californie (Mexique), en longeant les côtes américaines, en particulier de la Californie, d'où son nom. Il est associé à des remontées d'eau froide venue des profondeurs, appelées « upwellings » en anglais. Les deux phénomènes provoquent les fameux brouillards californiens et rendent les eaux riches en plancton. Lorsque le courant El Niño apparaît, le courant de Californie s'affaiblit, ce qui cause une raréfaction du plancton et un bouleversement de l'écosystème.